# Laura Codruța Kövesi
Laura Codruța Kövesi (Sfântu Gheorghe, 15. svibnja 1973.) prva je i trenutačna europska glavna tužiteljica, te bivša glavna tužiteljica rumunjske Nacionalne uprave za borbu protiv korupcije (rum.: Direcția Națională Anticorupție - DNA), čiju je dužnost obnašala od 2013. do smjene 9. srpnja 2018. po nalogu ministra pravosuđa Tudorela Toadera. Između 2006. i 2012.Laura Kövesi bila je glavna državna tužiteljica pri Visokom kasacijskom sudu.
Nakon imenovanja 2006., Kövesi je bila prva žena i najmlađa glavna tužiteljica u povijesti Rumunjske. Ona je i jedina državna službenica koja je obnašala dužnost glavne tužiteljice u punom mandatu.
Britanske novine The Guardian je 2015. opisale su Lauru Kövesi kao "tihu, neupadljivu glavnu tužiteljicu koja donosi skalpove", vodeći "sasvim različite antikorupcijske akcije u istočnoj Europi – ili u svijetu što se toga tiče". Njezin mandat kao voditeljice DNA-a znatno je povećao povjerenje javnosti u ovu instituciju, kako u Rumunjskoj tako i diljem EU. Anketa provedena 2015. pokazala je da visokih 60% Rumunja vjeruje DNA-u (u usporedbi sa 61% povjerenja Rumunjskoj pravoslavnoj crkvi i samo 11% povjerenja Parlamentu Republike Rumunjske). U veljači 2016. rumunjsko je Ministarstvo pravosuđa na temelju pozitivnih rezultata postignutih pod njezinim vodstvom ponovno predložilo Lauru Kövesi za glavnu tužiteljicu.
Početkom 2018. ministar pravosuđa Tudorel Toader predložio je njezino razrješenje s mjesta glavne tužiteljice DNA-a nakon što je predstavila izvješće o njezinim upravljačkim aktivnostima u DNA-u. Ministarstvo pravosuđa optužilo ju je za autoritarno ponašanje, diskreciju u obnašanju dužnosti, uključenost u istrage drugih tužitelja, određivanje prioriteta istraga prema medijskom utjecaju, kršenje odluka Ustavnog suda Rumunjske i potpisivanje nezakonitih sporazuma s  tajnim službama. Predsjednik Iohannis prvotno ju je odbio smijeniti, ali ga je odluka Ustavnog suda na to natjerala navodeći da može samo provjeriti njezinu zakonitost, a ne argumente koji dovode do prijedloga.
U listopadu 2019., Laura Kövesi je potvrđena kao prvi europski glavni tužitelj nakon što je većinom glasova pobijedila francuskog suca Jean-Françoisa Bohnerta.
Dana 5. svibnja 2020. Europski sud za ljudska prava presudio je da je razrješenjem Laure Kövesi s položaja Nacionalne uprave za borbu protiv korupcije Republike Rumunjske povrijeđeno njezino pravo na pošteno suđenje i pravo na slobodu govora.

## Životopis

### Rani život i obrazovanje
Rođena u Sfântu Gheorgheu kao Laura Codruța Lascu. Laura Kövesi je u mladosti profesionalno igrala košarku u košarkaškome klubu u Mediașu i Sibiuu, te je izabrana za juniorsku reprezentaciju koja je završila na drugom mjestu na europskom prvenstvu FIBA-e o 16 godina 1989. za žene. Između 1991. i 1995. studirala je pravo na Sveučilištu Babeș-Bolyai u Cluj Napoci. Godine 2012. Kövesi je doktorirala pravo na Zapadnom Sveučilištu u Temišvaru s temom o borbi protiv organiziranog kriminala.
Laura Codruța Lascu udala se za etničkog Mađara Eduárda Kövesija i zadržala je njegovo prezime nakon njihovog razvoda 2007. godine. Govori rumunjski i engleski.

### Profesionalna djelatnost
Između 15. rujna 1995. i 1. svibnja 1999. Laura Kövesi je radila kao tužitelj gradskog suda u Sibiuu.
Između svibnja 1999. i listopada 2012. vodila je odjel Uprave za istragu organiziranog kriminala i terorizma (DIICOT) u okrugu Sibiu.
Dana 2. listopada 2012. zamijenila je Iliea Botoșa na mjestu glavnog tužitelja Ureda tužitelja pri Visokom kasacijskom sudu.

#### Direcția Națională Anticorupție(Državna uprava za borbu protiv korupcije)
Pod vodstvom Laure Kovesi od 2013. godine, Državna uprava za borbu protiv korupcije - DNA postigla je značajan napredak u borbi protiv korupcije na visokoj razini diljem Rumunjske. Samo u 2014. procesuirala je desetke gradonačelnika (primjerice Sorina Oprescua), pet zastupnika, dva bivša ministra i bivšeg premijera. Stotine bivših sudaca i tužitelja također je izvedeno pred lice pravde sa stopom osuđujućih presuda iznad 90%. U 2015. godini 12 članova parlamenta bilo je pod istragom, uključujući i neke ministre: "Istraživali smo dva sadašnja ministra, od kojih je jedan otišao iz svoje ministarske fotelje izravno u istražni zatvor", izjavila je Kövesi.
Kao rezultat godišnjeg izvješća DNA za 2015., Kövesi je izjavila je da je u slučajevima koje je obradio njezin ured dokazano davanje 431 milijun eura mita.
Bivši premijer Rumunjske Victor Ponta, najviši vladin dužnosnik trenutno pod istragom DNA i kaznenim progonom, optužio je Kövesi da je "potpuno neprofesionalni tužitelj koji se pokušava proslaviti izmišljanjem činjenica i neistinitih situacija od prije 10 godina". Ovi su komentari objavljeni na njegovoj Facebook stranici, nakon što je protiv njega podignuta optužnica koju je protiv njega podigla DNA za krivotvorenje, pranje novca i utaju poreza.

## Zasluge i odličja
- 2016: Legija časti, najviše odlikovanje Francuske Republike preko francuskog veleposlanika u Bukureštu, Françoisa Saint-Paula. Odlikovanje je dano za veliku predanost i "izvanrednu hrabrost" u borbi protiv korupcije te za njezin doprinos civilnom društvu.
- 2016.: Orden zvijezde Sjevernjače (švedski : Nordstjärneorden) dobila je od švedskog kralja za njezinu borbu protiv korupcije u Rumunjskoj.
- 2016.: Nagrada Reader's Digesta za "Europljanina godine".
- 2015.: Nagrada Skupine za socijalni dijalog.
- 2014.: "Hrabre žene Rumunjske", nagrada Veleposlanstva Sjedinjenih Država.
- 2012: Red Zvijezde Rumunjske u rangu viteza dodjelio joj je bivši predsjednik Rumunjske Traian Băsescu.
- 2011.: Časnički čin Ordre national du Mérite dodijelio joj je predsjednik Francuske.
- 2011.: "Potvrda zahvalnosti za izvanrednu pomoć i potporu u ime odgovornosti za provođenje zakona Tajne službe Sjedinjenih Država" dodijelio joj je direktor Tajne službe Sjedinjenih Država.
- 2008.: “Cybercrime Fighter Award”, listopada 2008. dodjelio joj je McAfee Company iz SAD-a.
- 2007.: "Potvrda zahvalnosti za izvanrednu pomoć i potporu u ime odgovornosti za provođenje zakona Tajne službe Sjedinjenih Država", dodijelio joj je direktor Tajne službe Sjedinjenih Država.